# Tasmania
Tasmania (en palawa kani: Iutruwita) es uno de los estados de Australia, ocupa la totalidad de la isla de Tasmania, que es la isla número 26 por extensión del mundo, junto a más de 300 pequeñas islas adyacentes y se localiza a 240 km al sureste del continente, separada por el estrecho de Bass. Tasmania es el estado menos poblado de Australia, con una población de 533 308 habitantes (marzo de 2019) y un área de 68 332 km², de los que la isla principal ocupa 64 519 km². La densidad de población es de 7,8 hab/km².
La capital y ciudad más grande es Hobart, al sur de la isla, que incluye las áreas de gobierno local de la ciudad de Hobart, de Glenorchy y Clarence. Otras ciudades destacadas son Launceston y Devonport, en el norte, y Burnie y Ulverstone, en el noroeste.
La isla estuvo habitada por pueblos aborígenes durante unos 40 000 años antes de la colonización británica. Se cree que los tasmanios originales se separaron de los grupos aborígenes continentales hace unos 11 700 años, cuando los crecientes niveles del mar formaron el estrecho de Bass. La isla fue colonizada de manera permanente por europeos en 1803, como una colonia penal del Imperio británico para evitar que el Primer Imperio francés reclamara la tierra durante las guerras napoleónicas. Se estima que la población aborigen estaba entre las 3000 y 7000 personas al momento de la colonización británica, pero fue casi exterminada en apenas 30 años durante un periodo de conflictos conocido como el Genocidio de Tasmania (eufemísticamente llamada Guerra Negra), además de la expansión de enfermedades infecciosas. El conflicto, que alcanzó su punto más álgido entre 1825 y 1831, y que llevó a más de tres años de ley marcial, le costó la vida a casi 1100 aborígenes y colonos.
La isla fue parte inicialmente de la Colonia de Nueva Gales del Sur, pero se convirtió en una colonia separada bajo el nombre de Tierra de Van Diemen (en honor a Anthony van Diemen) en 1825. Aproximadamente 80 000 convictos fueron enviados a la Tierra de Van Diemen antes de que esta práctica, conocida como transporte, llegara a su fin en 1853. En 1855 la actual Constitución de Tasmania fue decretada, y al año siguiente la colonia cambió formalmente su nombre al de Tasmania. En 1901 se convirtió en un estado de Australia a través del proceso de la federación de Australia.
En la actualidad, Tasmania tiene la segunda economía más pequeña de los estados y territorios australianos, que está compuesta mayormente de turismo, agricultura y piscicultura, educación y salud. Tasmania es un exportador agrícola significativo, así como un importante destino para el ecoturismo. Alrededor de 42 % de su tierra firme, incluyendo parques nacionales y patrimonios de la humanidad (21 %), está protegida en alguna forma de reserva. El primer partido político ambiental en el mundo fue fundado en Tasmania.

## Toponimia
Tasmania se llama así en honor al explorador y comerciante neerlandés Abel Tasman, quien hizo el primer avistamiento europeo e informó de la isla el 24 de noviembre de 1642. Abel Tasman la llamó «Isla Anthony van Diemen», en honor a Anthony van Diemen, que apoyó sus viajes y fue gobernador de las Indias Orientales Neerlandesas.

## Historia

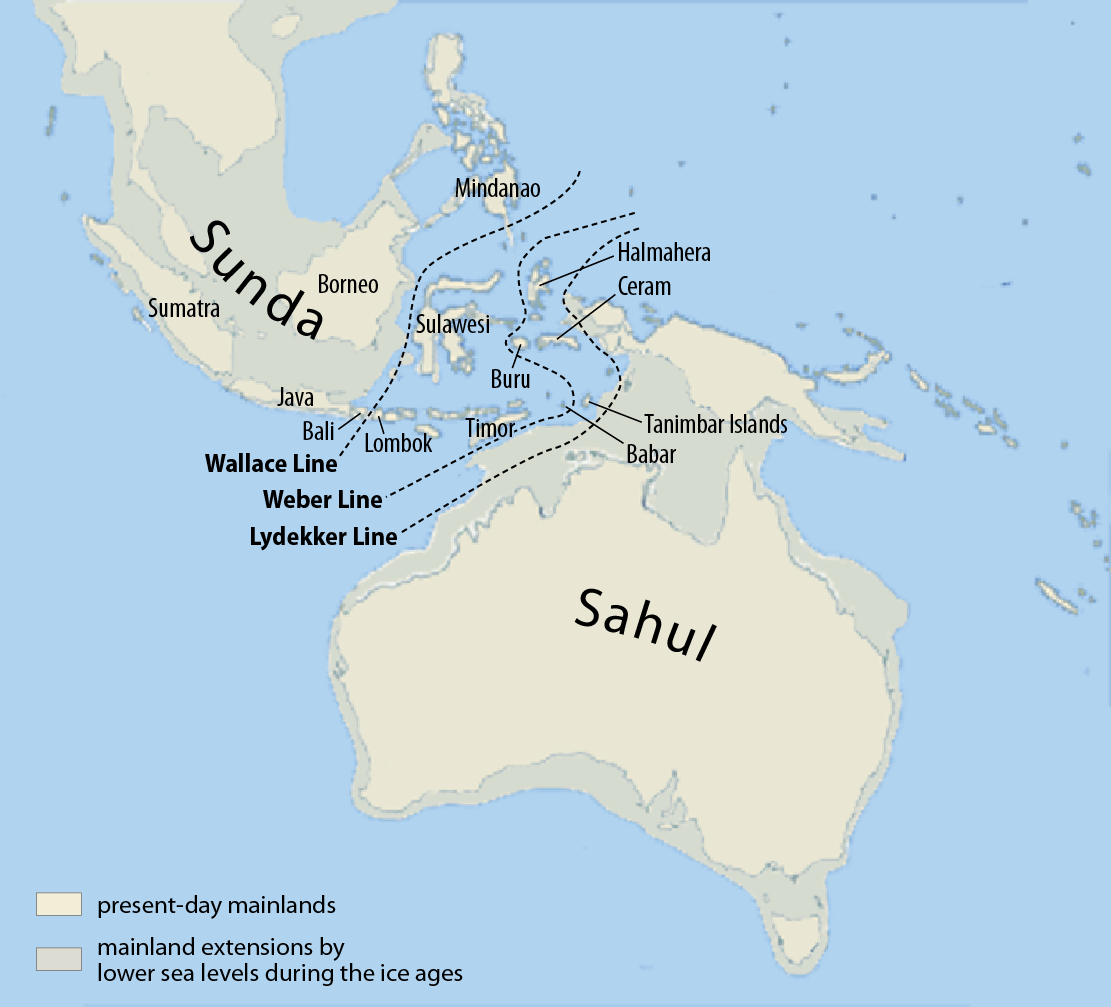
La masa continental de Sahul antes de que la elevación del nivel de los océanos separase Australia, Nueva Guinea y Tasmania tras la última era glacial.

Se cree que la isla estuvo unida a Australia hasta el final de la última glaciación, hace unos 10 000 años, cuando una subida del nivel del mar separó a Tasmania del resto del territorio de Sahul. Para entonces, Tasmania ya estaba habitada por los primeros tasmanos, que se asentaron en la zona hace al menos 35 000 años. Aunque inicialmente debieron de poseer una tecnología similar a la de los australianos del sur, las condiciones ecológicas de Tasmania hicieron que se abandonaran algunas tecnologías, con lo cual, hacia 1642, cuando fueron visitados por primera vez por los europeos, no utilizaban técnicas que dominaban los aborígenes continentales, como el pulido de piedras para utilizarlas como armas. Probablemente, en el siglo XVII eran uno de los grupos humanos con la cultura más simple que se conoce.
La información que existe sobre los tasmanos parte de los primeros colonos y estudiosos franceses e ingleses que se establecieron en la isla. Según estas fuentes, los aborígenes eran poco agraciados y de baja estatura, con una media de 1,60 metros. Andaban desnudos y llevaban el cuerpo cubierto de cicatrices simétricas. Su forma de vida nómada no incluía la domesticación de animales y no conocían el uso de la agricultura, y ni siquiera los tasmanos de la costa se alimentaban de pescado, ya que no sabían pescar. Su sociedad no conocía rangos jerárquicos y los hombres más valientes en la guerra o caza se convertían en jefes. Practicaban la poligamia y sus viviendas consistían en refugios de ramas. Jared Diamond explica que el retraso tecnológico de los tasmanos fue una consecuencia de su aislamiento; de hecho, algunas islas más pequeñas al norte de Tasmania, como la isla Flinders, que también estuvo poblada hace unos 35 000 años, albergó presencia humana hasta al menos hace 4500 años, cuando algún tipo de cataclismo acabó por extinguir a la población y nunca más fue habitada. Tasmania, al ser más grande, ofrecía mejores condiciones de adaptación, y Australia, mucho mayor aún, permitió desarrollar una cultura sustancialmente más compleja.
En el momento de la colonización británica, en 1803, había entre 5000 y 10 000 habitantes autóctonos en Tasmania. La Guerra negra o Genocidio de Tasmania hizo desaparecer a toda la población autóctona.
El primer europeo en avistar la isla fue el explorador neerlandés Abel Tasman, el 24 de noviembre de 1642. Tasman la bautizó con el nombre de Anthoonij van Diemenslandt en honor del patrocinador de su viaje, el gobernador general de la Compañía Holandesa de las Indias Orientales, Antonio van Diemen. Más tarde, los británicos acortarían el nombre a Tierra de Van Diemen (Van Diemen's Land).
El capitán James Cook pasó por la zona en 1777, aunque el primer asentamiento británico no se estableció hasta 1803. Este fue fundado en Risdon Cove por un pequeño grupo proveniente de Sídney y bajo el mando del teniente John Bowen. Al año siguiente, se creó un asentamiento alternativo en Sullivan's Cove, en la ribera occidental del río Derwent, donde el agua fresca era más abundante. Este último asentamiento sería conocido como Hobart Town o Hobarton (la actual Hobart) en honor del entonces secretario de las colonias británico lord Hobart. El asentamiento en Risdon fue posteriormente abandonado.
Los primeros colonos fueron en su mayor parte presidiarios y sus guardianes militares. Pronto fueron creándose varias colonias penales por la isla, entre las que destacaron por su dureza y rigor las de Port Arthur y Macquarie Harbour. Desde la llegada de los primeros barcos con colonos europeos en 1772, los habitantes autóctonos tasmanos fueron utilizados como fuerza de trabajo esclava y fuente de placer sexual, siendo también torturados y mutilados. Fueron perseguidos y cazados, siendo sus pieles vendidas a cambio de una recompensa del gobierno. Como parte del genocidio aborigen, fueron finalmente aniquilados por los colonos ingleses en el plazo de un siglo. En 1876 murió Trugernanner (Truganini), la última aborigen tasmana, nacida en 1812.
Hacia 1830 el número de tasmanos se había reducido de unos 5000 a solo 220 o 72 (según las fuentes), que fueron finalmente recluidos hasta su muerte. En 1860 murió el último varón tasmano; un miembro de la Royal Society of Tasmania, George Stokell, mandó abrir su tumba para hacerse una maleta con su piel. La última mujer palawa (tasmana), llamada Truganini o Trugernanner, murió en 1876. Entonces el genocidio, como señala John N. Gray, se dio por concluido. La Tierra de Van Diemen fue declarada colonia independiente de Nueva Gales del Sur el 3 de diciembre de 1825.

## Geografía

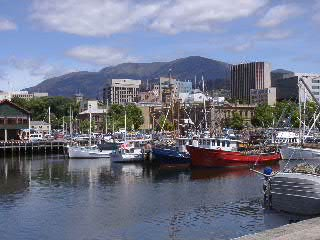
Hobart, capital de Tasmania.

Tasmania estuvo unida al continente australiano hasta hace 13 000 años y tras la subida del nivel de las aguas aquella quedó aislada, creándose el estrecho de Bass. Su relieve es montañoso. El monte Ossa tiene una altitud de 1617 m y es la cima más alta de Tasmania. Los ríos son de curso rápido y aunado con las altas precipitaciones presentan las condiciones ideales para la instalación de centrales hidroeléctricas. La isla posee un clima templado, estable y húmedo.

## Gobierno
La forma del gobierno de Tasmania está prescrita en su Constitución, la cual data desde el año 1856, que, sin embargo, ha sido enmendada en varias ocasiones. Desde 1901, Tasmania ha sido un estado de la Mancomunidad de Australia, de forma que la Constitución Australiana regula su relación con la Mancomunidad, y establece los poderes de los cuales cada nivel de gobierno goza.
El sistema de elección del Poder legislativo es el proporcional, en su variante de voto único transferible o de Hare-Clark.
Los resultados de las últimas elecciones a la Cámara de la Asamblea fueron:
| Elecciones de Tasmania de 2021 |         |       |         |             |
| Partido                        | Votos   | %     | Escaños | +/-         |
| Liberal                        | 166.315 | 48,72 | 13      | Sin cambios |
| Laborista                      | 96.264  | 28,20 | 9       | 1           |
| Verdes                         | 42.250  | 12,38 | 2       | Sin cambios |
| Independientes                 | 21.216  | 6,22  | 1       | 1           |

## Demografía

Crecimiento de población desde 1981.

La población de la isla de Tasmania a finales de 2011 estaba cerca de los 503 000 habitantes, aunque esa cifra va incrementándose paulatinamente. La población isleña supera a Territorio de la Capital Australiana y al Territorio del Norte. Además, más del 50 % de los habitantes de la isla viven en Hobart, los otros en ciudades como Launceston, Burnie, Devonport y Port Arthur.

## Religión
Religión en el censo de 2016:
| Religión en Tasmania (2016) | Religión en Tasmania (2016) | Religión en Tasmania (2016) | Religión en Tasmania (2016) | Religión en Tasmania (2016) |
| --------------------------- | --------------------------- | --------------------------- | --------------------------- | --------------------------- |
| Religión                    | Religión                    |                             | Porcentaje                  | Porcentaje                  |
| Sin religión                | Sin religión                |                             | 37.8 %                      | 37.8 %                      |
| Anglicanismo                | Anglicanismo                |                             | 20.4 %                      | 20.4 %                      |
| Catolicismo                 | Catolicismo                 |                             | 15.6 %                      | 15.6 %                      |

| Religión     | Porcentaje | Total de seguidores |
| ------------ | ---------- | ------------------- |
| Sin religión | 37,8       | 192 515             |
| Anglicanismo | 20,4       | 103 839             |
| Catolicismo  | 15,6       | 79 454              |

## Economía
Destaca en la agricultura y en la pesca. La explotación forestal es también una actividad importante. Otra actividad muy importante es el turismo, el sector servicios y la caza, ya que la isla es uno de los mejores lugares de caza de Australia.

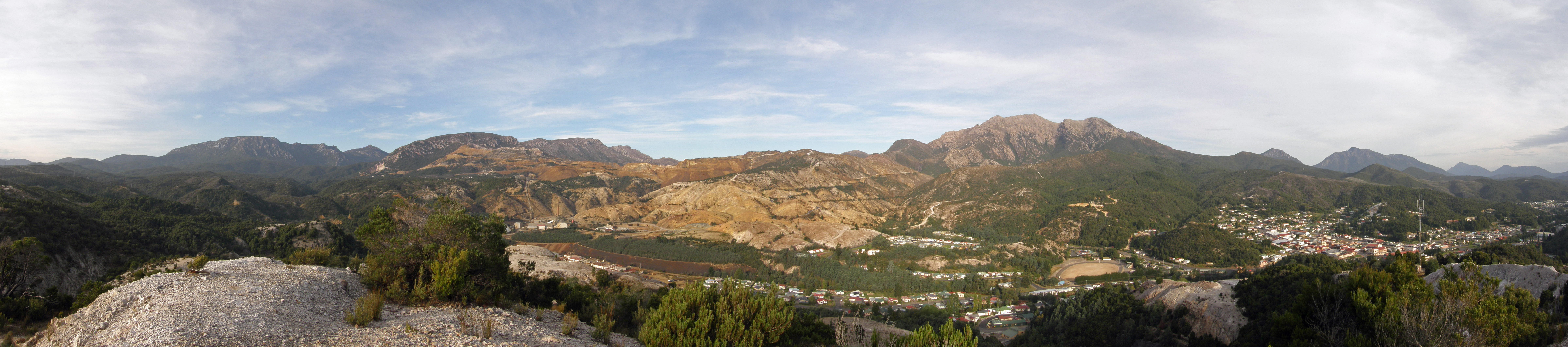
Panorama de Queenstown, uno de los principales centros mineros de Tasmania.

## Animales autóctonos

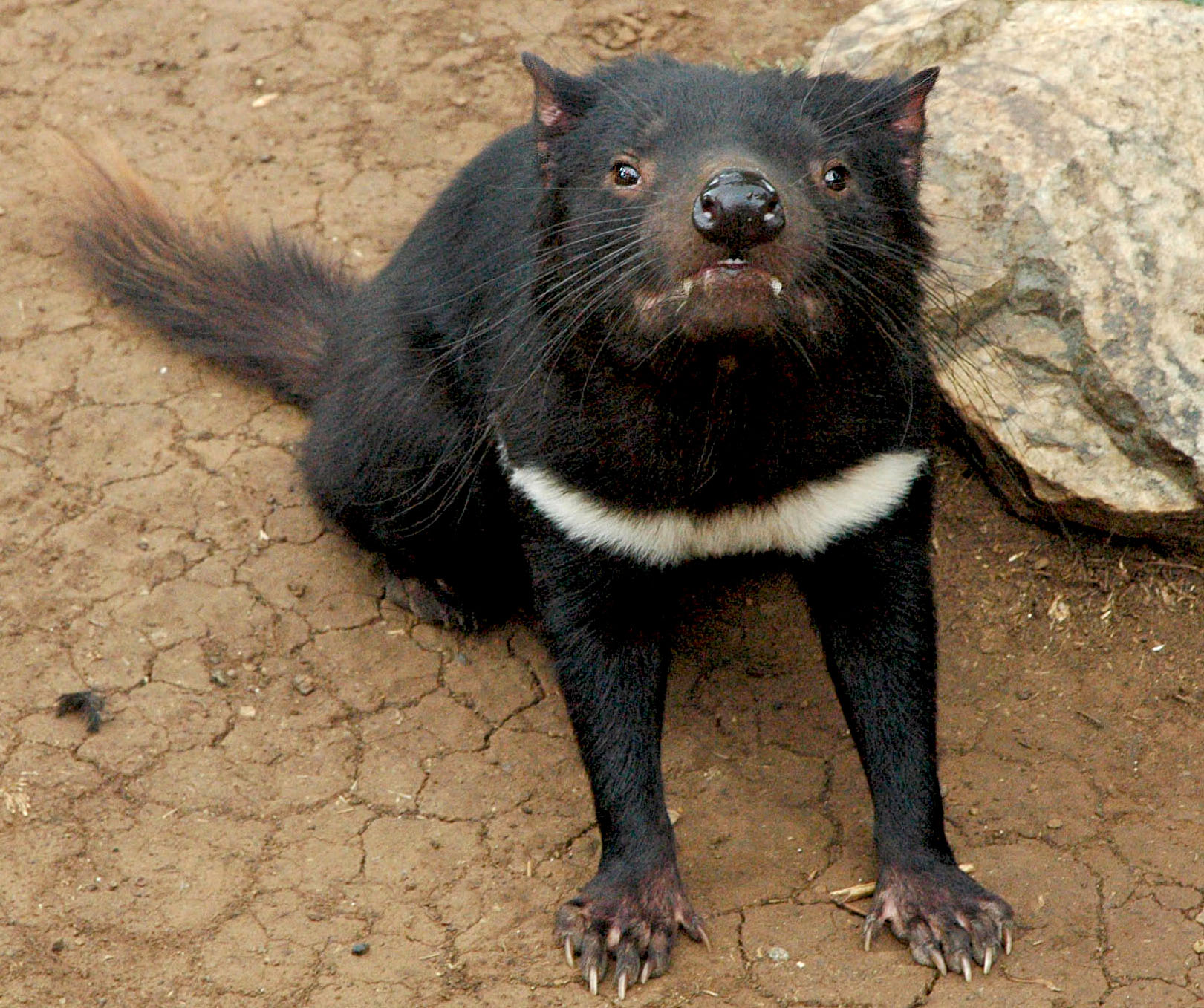
Un demonio de Tasmania.

La isla ha sido reducto de algunos marsupiales extinguidos en Australia o Nueva Guinea. El animal más conocido de los que se pueden encontrar actualmente en la isla es el llamado demonio de Tasmania (Sarcophilus harrisii), actualmente en peligro de extinción, aunque el más famoso de ellos sigue siendo el tigre de Tasmania o tilacino (Thylacinus cynocephalus), extinto en 1936 y que aún hoy es un reclamo turístico de la isla, apareciendo incluso en su escudo de armas.
Otro mamífero característico es el pequeño betong de Lesueur (Bettongia lesueur), que vive en los bosques templados. Es un marsupial nocturno, muy tímido y se alimenta de toda clase de cosas, incluso carne.
La presencia de seres humanos habría provocado la extinción de la megafauna pleistocénica (por ejemplo, el canguro gigante) de Tasmania hace unos 35 000 años.

## Flora
Tasmania tiene una vegetación extremadamente diversa, desde los pastizales muy pastoreados de las Tierras Medias secas hasta los altos bosques de eucaliptos de hoja perenne, los brezales de clima alpino y las grandes zonas de bosques húmedos templados y páramos del resto del estado. Muchas especies son exclusivas de Tasmania y algunas están relacionadas con especies de Sudamérica y Nueva Zelanda a través de ancestros que crecieron en el supercontinente de Gondwana, hace 50 millones de años. Nothofagus gunnii, conocido comúnmente como haya australiana, es el único árbol nativo de hoja caduca de zonas templadas de Australia y se encuentra exclusivamente en Tasmania.
Las especies de plantas distintivas de Tasmania incluyen:
- Eucalyptus regnans (fresno de montaña) - la planta con flor y madera dura más alta del mundo, árbol que alcanza los 100 m.[8]
- Nothofagus cunninghamii (haya mirto) - la especie más abundante del dosel del bosque templado lluvioso que se encuentra en Tasmania.
- Nothofagus gunnii (haya caducifolia) - el único árbol caducifolio de Australia.
- Atherosperma moschatum (sasafrás corazón negro) - un árbol codominante de la selva tropical con aroma a nuez moscada.
- Lagarostrobos franklinii (pino de Huon) - una de las especies arbóreas más antiguas, y una madera autoconservativa.
- Phyllocladus aspleniifolius (pino apio) - una conífera de hojas apiladas que se encuentra en los bosques tropicales.
- Athrotaxis cedro rojo de Tasmania - un género que comprende tres especies existentes relacionadas con sequoia que se encuentran en Tasmania.[9]
- Eucryphia lucida (leatherwood) - un destacado símbolo floral de Tasmania y una especie única por su miel monofloral.[10]

#### Bush tucker
Tasmania también tiene una serie de especies nativas comestibles, conocidas como bush tucker en Australia; compuesta de una treintena de especies de plantas. Estas plantas representaban varios tipos de alimentos (frutas, bulbos, semillas, hojas, goma, brotes, flores) para los Aborígenes de Tasmania y también se utilizaban para otros fines, como la construcción. Árboles inusuales como el Eucalyptus gunnii goma de la sidra del cual su savia era utilizada para hacer un jarabe o una bebida alcohólica similar a la sidra. En el caso de otros árboles, como acacias, como la acacia de madera negra (Acacia melanoxylon) y la mimosa (Acacia dealbata), los aborígenes podían consumir sus semillas alargadas o triturarlas hasta convertirlas en polvo. También hay muchas bayas como la baya de la nieve (Gaultheria hispida), frutas como la baya del corazón (Aristotelia peduncularis) y la menta de río (Mentha australis), aunque no hay cultivos como el maíz que se utilicen para una gran producción.

## Lugares en Tasmania

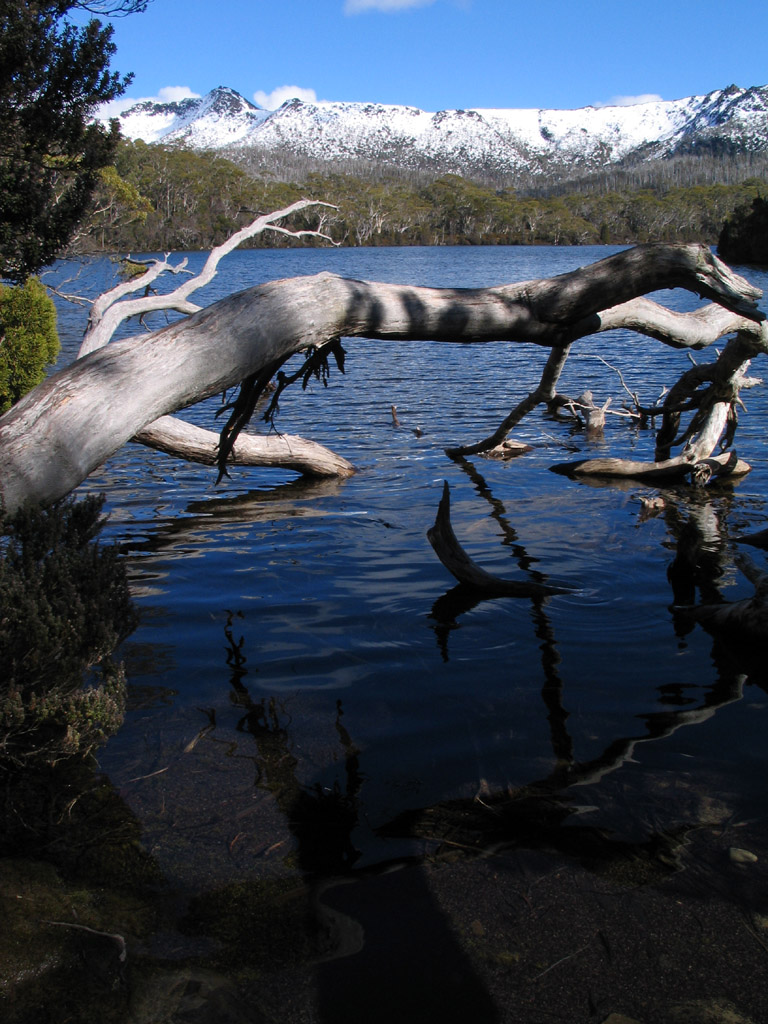
El lago de St Clair, en Tasmania.

| - Bicheno - Bothwell - Burnie - Parque nacional Cradle Mountain-Lake St. Clair - Parque nacional del Suroeste - Deloraine - Devonport - Isla Flinders - Parque nacional Franklin-Gordon Wild Rivers - Parque nacional de Freycinet - Zona de Geeveston - George Town - Isla King - Launceston | - Mole Creek - Oatlands - Queenstown - Ross - Strahan - Zeehan - Swansea - Wynyard - Saint Helens - Stanley - Richmond - Nueva Norfolk - Port Arthur |

## Personajes célebres
- Errol Flynn
- Mary Donaldson
- Simon Baker
- Simon Hanselmann
- Richie Porte
- Hannah Gadsby

## Galería de imágenes

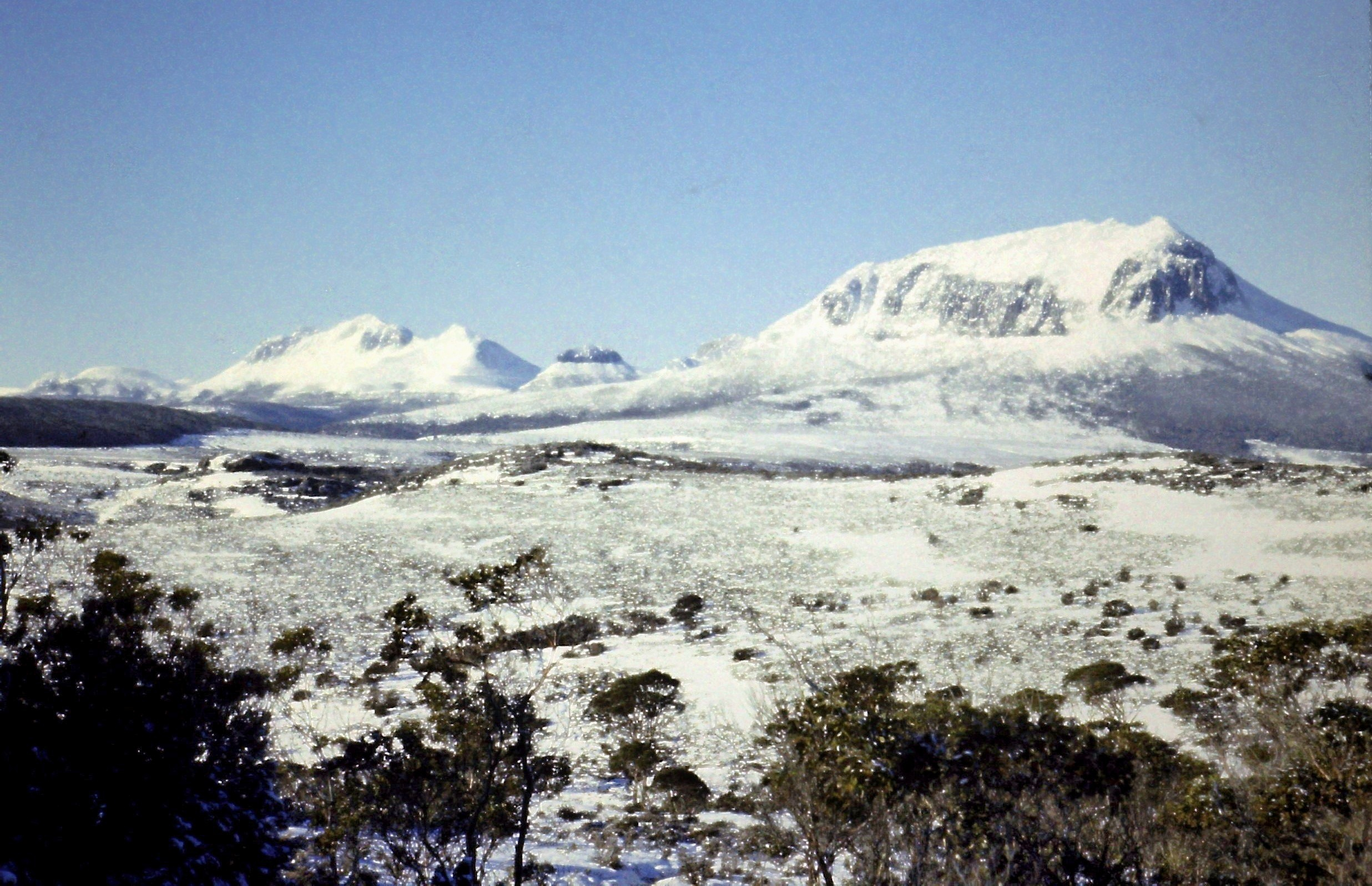
Monte Ossa & Monte Pelion West
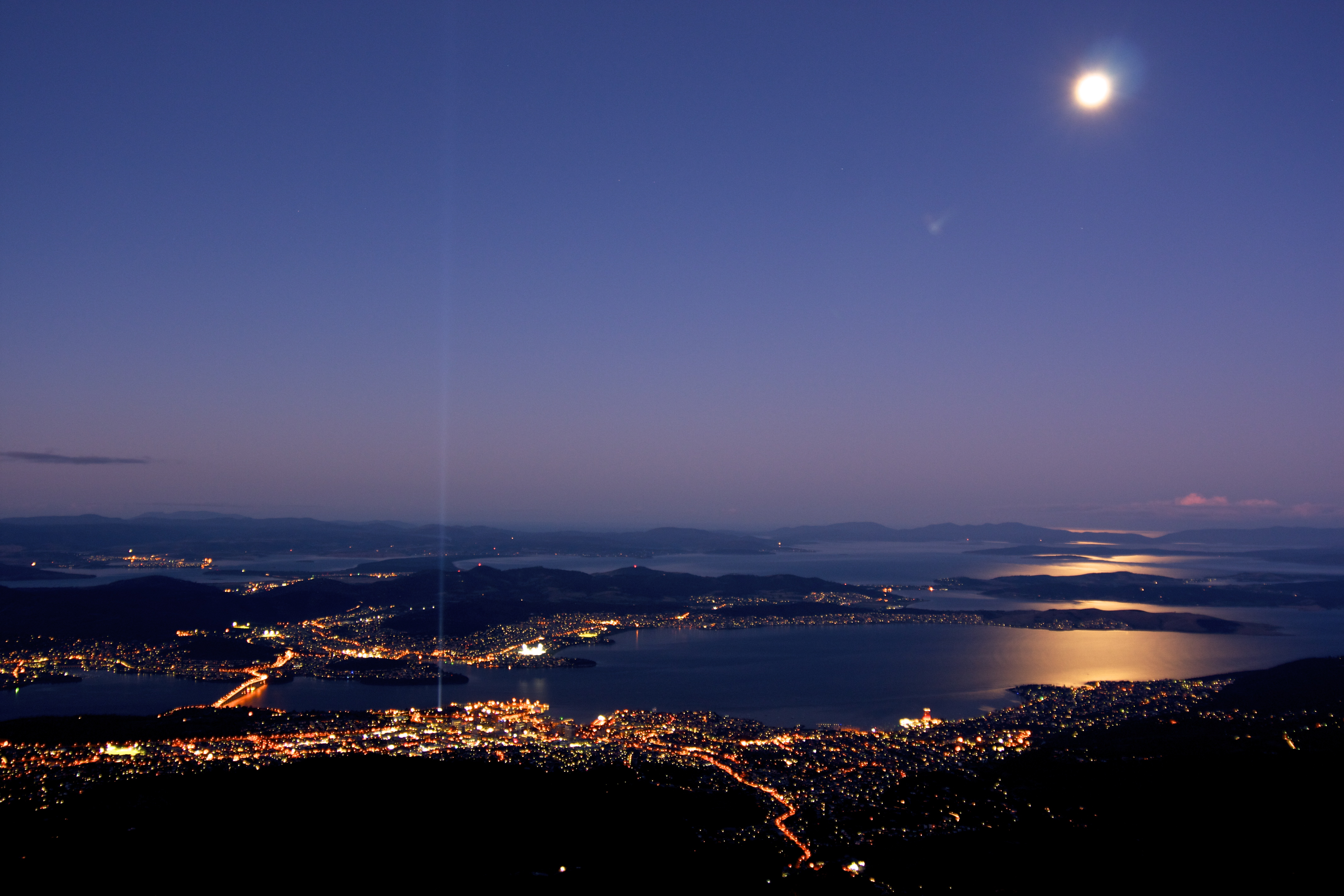
Hobart visto desde kunanyi / Monte Wellington
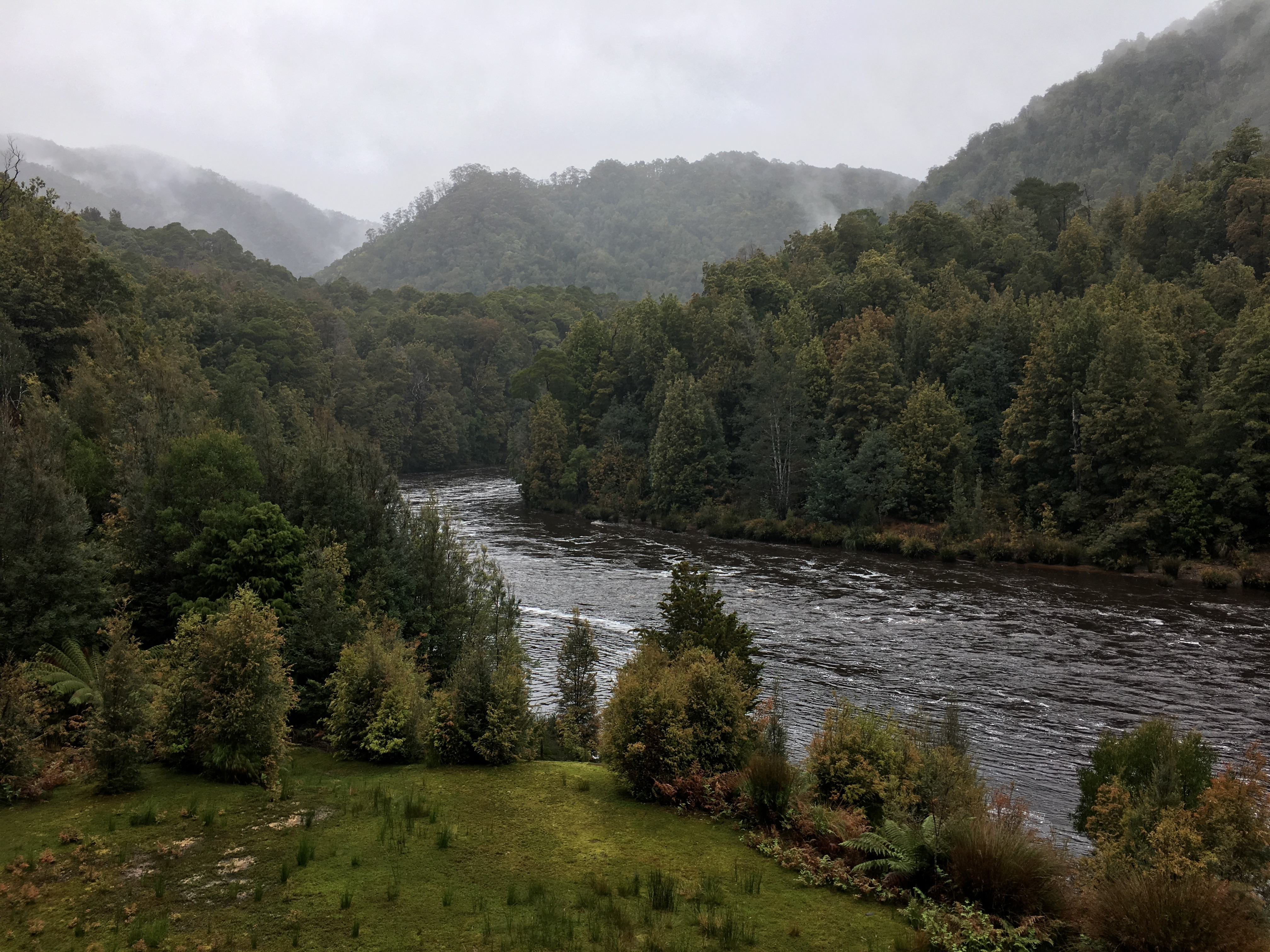
río King
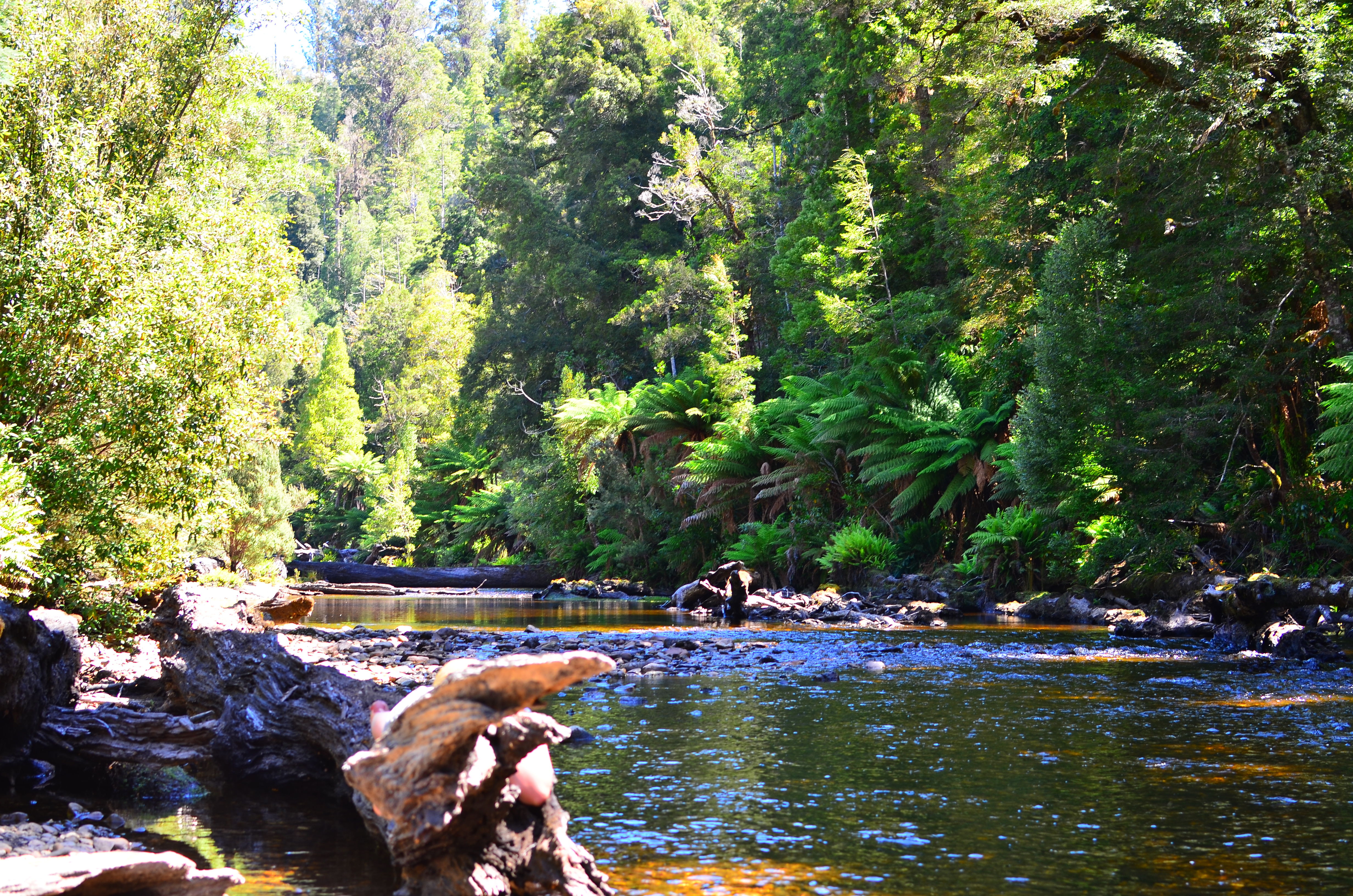
Río Styx
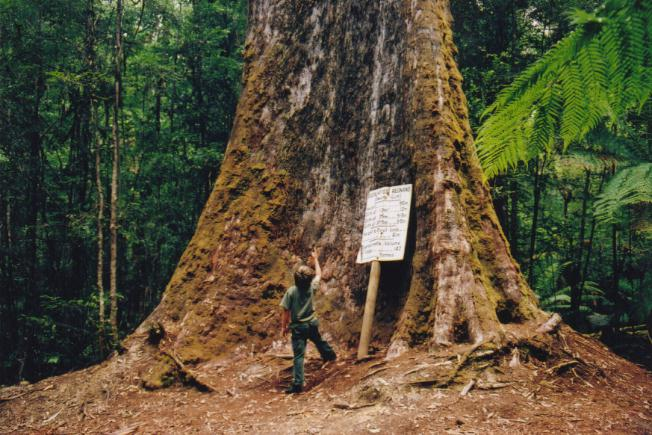
Un ejemplar de Eucalyptus regnans de 92 m de altura
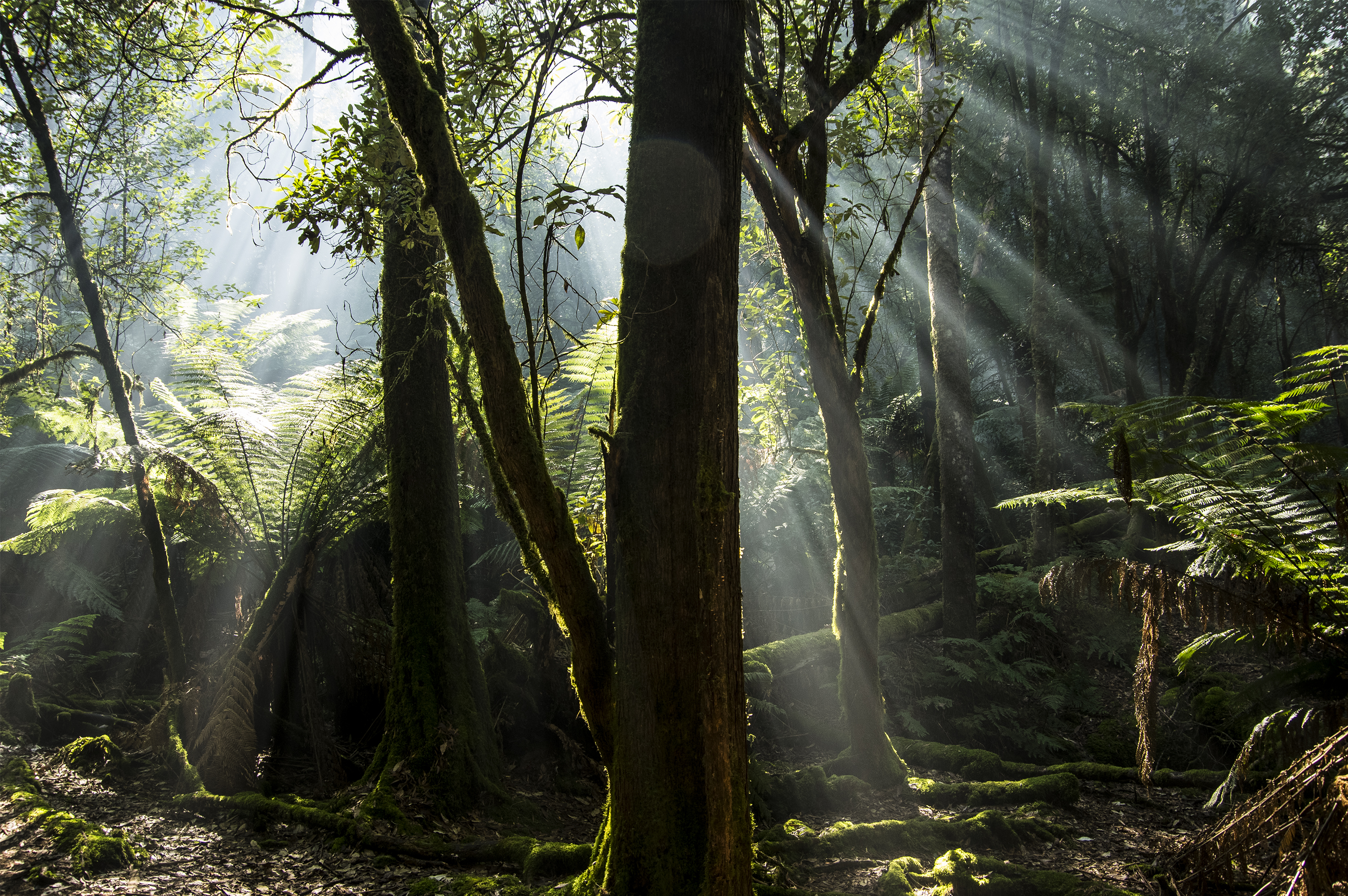
Bosque templado
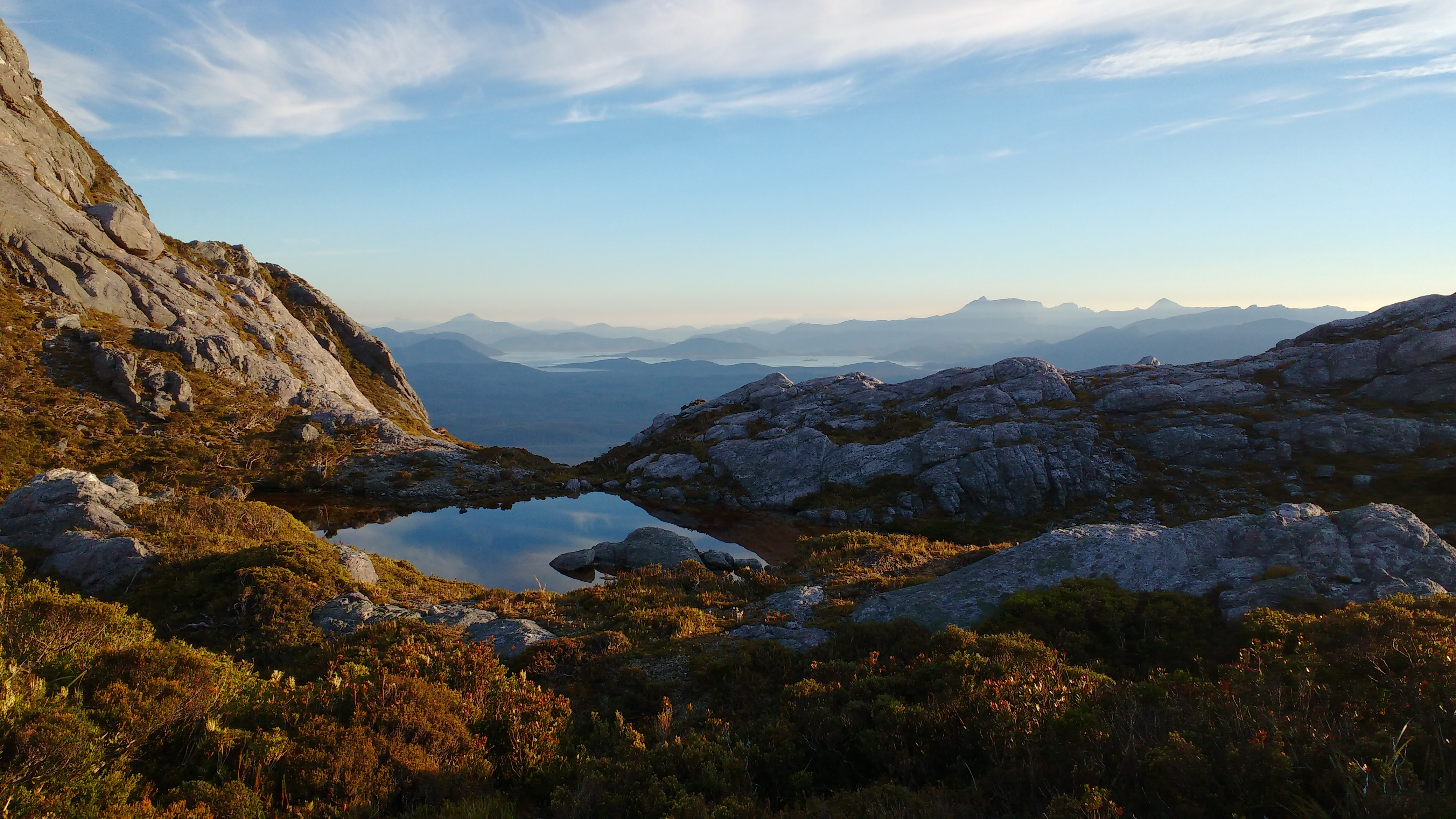
El Lago Pedder y el monte Anne visto desde el Arthur Range
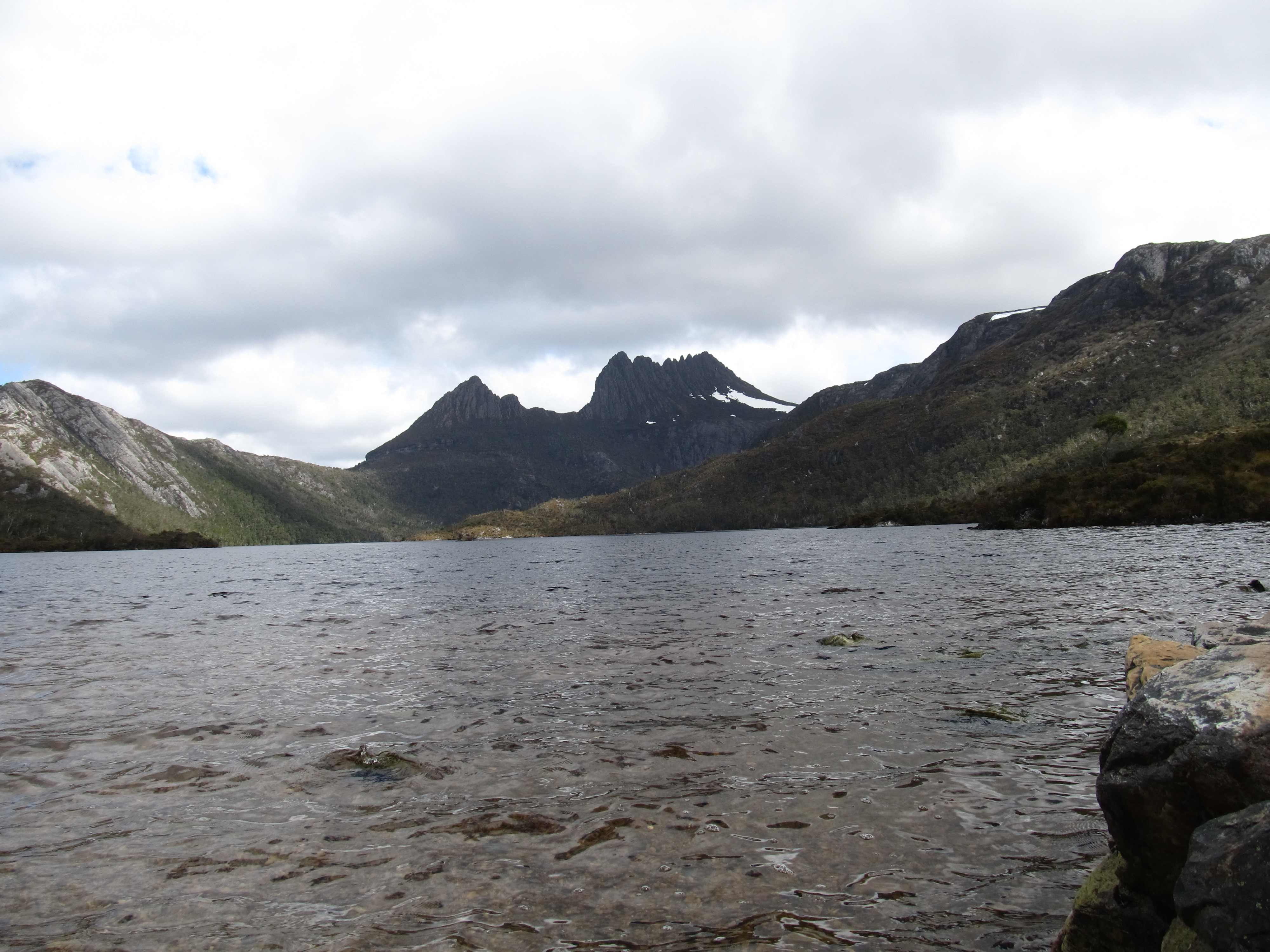
La Montaña Cradle visto desde la costadel lago Dove
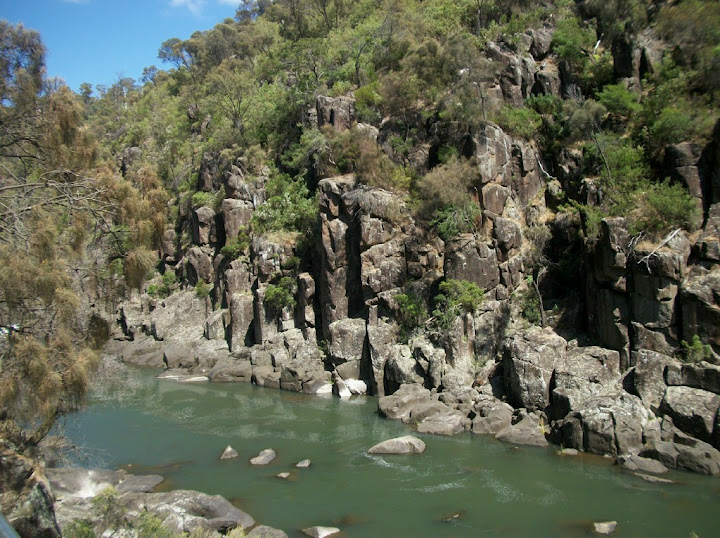
Garganta Cataract, Launceston
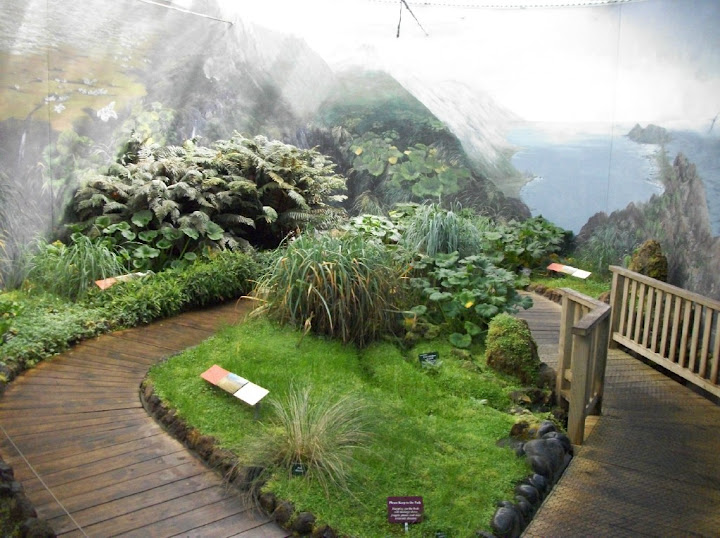
El jardín Sub-Antarctic, Royal Tasmanian Botanical Gardens, en Hobart
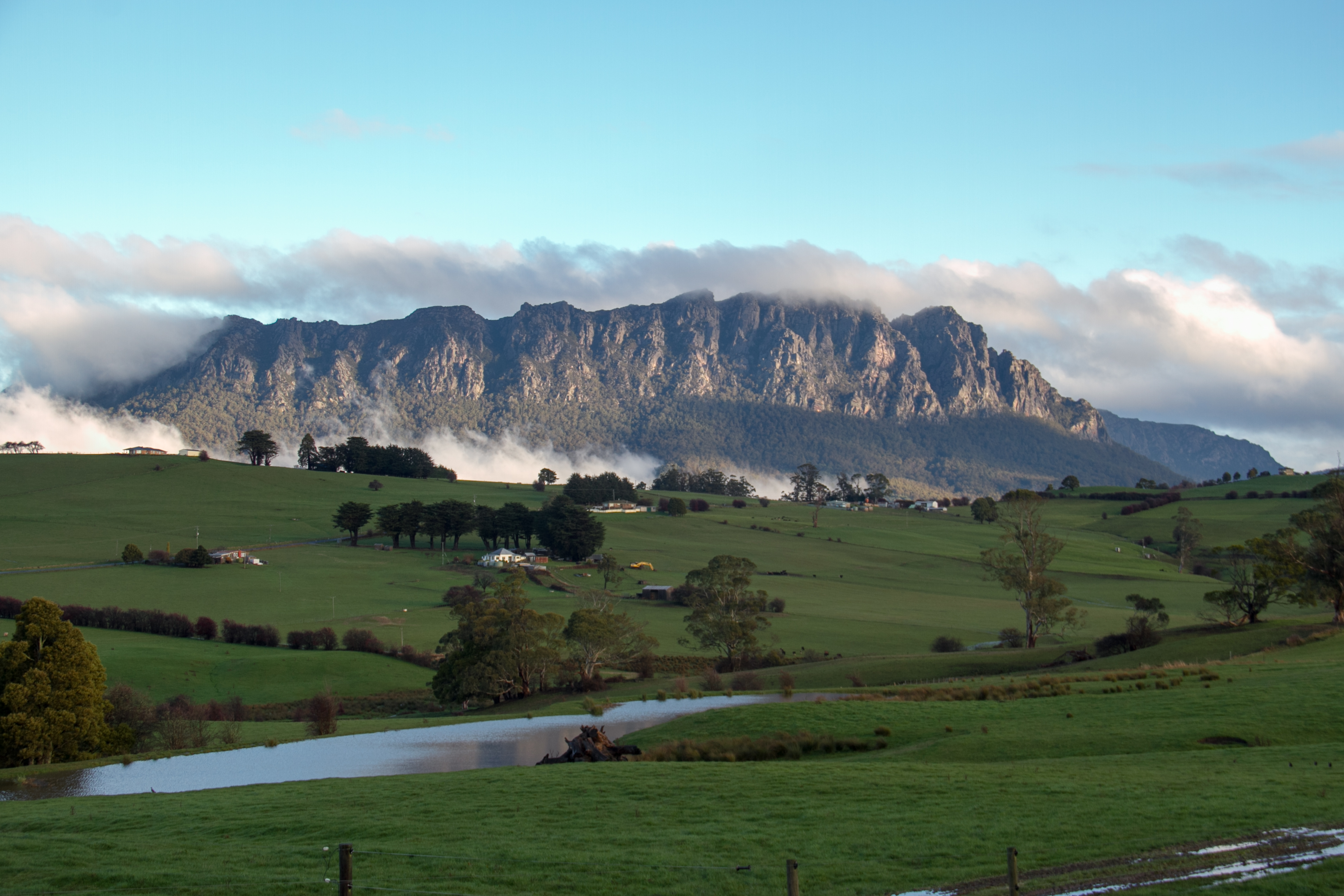
El Área de Conservación del Monte Roland